# Jozo Lozovina Mosor
Jozo Lozovina, noto anche con lo pseudonimo di Mosor (Seghetto Inferiore, 20 maggio 1919 – Seghetto Inferiore, 19 maggio 1946), è stato un rivoluzionario croato della Dalmazia, comandante dei partigiani comunisti jugoslavi, leader dell'insurrezione antifascista nell'allora distretto di Traù ed eroe nazionale della Jugoslavia.